# جيمي وتون (لاعب كريكت)
جيمي وتون (9 مارس 1860 في المملكة المتحدة - 21 فبراير 1941 في المملكة المتحدة) (بالإنجليزية: Jimmy Wootton)‏ هو لاعب كريكت بريطاني وبريطاني (وحمل سابقاً جنسية المملكة المتحدة لبريطانيا العظمى وأيرلندا). لعب مع نادي مقاطعة هامبشاير للكريكت ‏ وKent County Cricket Club ‏ ونادي مارليبون للكريكت ‏.